# Blender Bros.
Blender Bros. est un jeu vidéo d'action-plates-formes développé par Hudson Soft et édité par Infogrames sur Game Boy Advance en 2002. Il a ensuite été réédité sur PC en 2020 par Piko Interactive.

## Accueil
- GameSpot : 7,4/10[2]